# 傅冬
傅冬（1924年12月30日—2007年7月2日），原名傅东菊，笔名傅冬，后以笔名行，生於山西太原，中华民国报纸编辑，中华人民共和国记者，為傅作义的长女。

## 生平

### 早年
1924年12月30日，傅冬生于山西太原。傅作义的元配夫人张金强育有傅东菊（即傅冬）、傅西菊、傅瑞元三个子女，傅冬是傅作义第一个孩子。1941年在重庆南开中学读高中时受共产主义影响而加入中共中央南方局领导下的外围组织“号角社”，“号角社”成员多为中国国民党高官子女，傅冬在“号角社”教学校的工友们学文化，并向工友们宣传抗日。她利用自己的特殊条件，盗取其父傅作义的军事情报通过中共地下党组织交给周恩来，之后参与到策反傅作义的行动中。
1942年，高中毕业的傅冬考入昆明的国立西南联合大学英文专业。当时统治云南的龙云较开明，允许中国共产党及各民主党派活动，傅冬在大学期间参加了学生运动，并被中共地下党组织吸收为“据点”成员。1945年12月，傅冬在昆明加入中共外围组织“民主青年联盟”（民青）。1946年夏，傅冬毕业后到天津担任《大公报》副刊编辑，先后编辑过“时代青年”副刊和“妇女”副刊

### 北平和平解放
1947年11月15日，她在天津秘密加入中国共产党。1947年12月，傅作义被蒋介石任命为华北剿总总司令。1948年春，在中共中央和聂荣臻的领导下，开始了争取和平解放北平的工作，直接组织者是中共晋察冀中央局（后改为中共中央华北局）城市工作部（部长刘仁）。1948年秋，辽沈战役期间，刘仁派干部秘密进入天津会见傅冬，传达中共指示，要求她做父亲傅作义的工作，傅冬很快到北平。1948年11月，刘仁根据聂荣臻的指示精神，要求中共北平地下党学生工作委员会（以下简称“学委”）书记余涤清尽快将傅冬调到傅作义身边工作，以便随时掌握傅作义的情况。刘仁指示佘涤清，要学委出面代表中共正式同傅作义方面谈判。经学委研究，由傅冬正式出面向父亲傅作义试探。于是佘涤清找傅冬谈话，傅冬住进傅作义在中南海的寓所。
平津战役期间，傅作义身边有大批身居要职的中共地下党员，其中有傅作义的秘书、华北剿总少将新闻处长阎又文，华北剿总副秘书长兼政工处少将处长王克俊，谈判代表周北峰少将等人。他们和傅东菊一起促成了傅作义的投降。
傅冬来到北平后，和父亲傅作义谈话，明确告诉父亲自己是中共派来的代表。傅作义问她是聂荣臻派来的，还是毛泽东派来的。傅冬及时向中共党组织作了请示，党组织负责人告诉她：你是“毛主席派来的。”
当时，傅冬将自己所知的情况，包括父亲傅作义每天的情绪变化，每两天向中共地下党员崔月犁汇报一次，再由崔月犁通过地下电台发往中国人民解放军的前线司令部。傅冬的工作是将傅作义的想法和要求告诉中共，再将中共的想法和决定告诉傅作义，傅冬在中间起传话作用。傅作义当时的顾虑一是怕对不起部下和朋友，二是怕被中共定性为“投降”，三是担心自己部队特别是干部将来的安排。谈判历经波折，最终1949年1月21日談判小組返回北平，華北剿總政治部主任王克俊代表傅作義在《和平解決北平問題的協議》上正式簽字，1月31日中国人民解放军開進北平城，平津戰役結束，北平和平解放。在整个平津战役期间，傅冬始终在父亲傅作义身边，使解放軍能順利進入北平起了很大作用。聂荣臻在回忆录中对傅冬的作用表示高度赞赏。

### 之後
北平和平解放后，傅冬到天津《进步日报》副刊当编辑，笔名一直用“傅冬”。《进步日报》停刊后，1949年8月傅冬参加中国人民解放军第二野战军西南服务团，从湖南起随部队徒步至云南昆明，后来在昆明工作。1949年8月参与创办《云南日报》。1951年抗美援朝战争时，陈赓带她回北京准备到朝鲜战场担任翻译，中共中央组织部的帅孟奇见她身体不太好，便把她留在人民日报社。1951年3月，傅冬调入人民日报社，先后在人民日报社记者部、文艺部工作。
“文革”时期，作为傅作义的女儿，她被定罪为“阶级异己分子”，遭受反复批斗拷问。
1982年，傅冬菊被借调到新华社香港分社，任部副主任，从事统战工作。1995年，她在人民日报社离休。傅冬是第八、九、十届全国政协委员。晚年生活朴素，没有获得来自傅作义的财产，进入风烛残年时，因病情特殊，急需精细治疗，但院方坚持只有副部级以上人员才可进干部病房，几经交涉未成。
2007年7月2日，傅冬在北京病逝，享年83岁。

## 著作
傅冬生前并未出版过回忆录。但因其特殊的经历很吸引人，故市面上出现了一些假冒她名义的图书，例如《我的父亲傅作义将军》一书声称是傅冬口述，但是连傅冬母亲都搞错为刘芸生（傅作义另一位夫人）。网络上流传的有些文章假托是她接受采访或她所写，还有大量关于她的文章，也经常张冠李戴、胡编乱造，有的连傅冬的生日是1924年都弄错。

## 家庭
- 父：傅作义
- 母：张金强，傅作义的元配夫人，育有傅东菊（傅冬）、傅西菊、傅瑞元三个子女。
- 二妹：傅西菊
- 三弟：傅瑞元
- 丈夫：周毅之，《人民日报》派驻新华社香港分社首席记者，1952年与傅冬结婚，1997年4月23日因心脏病发作逝世[9][4]。和傅冬所生的三个女儿都在美国。

## 藝術形象
- 2009年， 中国大陆：《建國大業》，陈好饰演。